# サクマエンジニアリング
株式会社サクマエンジニアリング(Sakuma Engineering Co.,Ltd.)は、茨城県常総市に本社を置くトライク、サイドカーの製造販売輸出入を行う企業である。その他、トレーラー、EZステア、バックギアなども製造している。

## 沿革
- 1978年4月 - 製造機械、及び包装機、修理業として創業
- 1979年 - 自社製作によるサイドカー製造販売を開始。
- 1980年 - ハーレーダビッドソン用リバースギア製造開始
- 1989年 - チャンピオンサイドカーズの総代理店となる。
- 1996年 - L&Jトライクを輸入、組立販売開始
- 1998年 - IMZ・ウラルの総代理店となる。
- 2003年 - チャンピオントライクのトライクを輸入し、販売

## 製品

### サイドカー
250cc以上
- ベータ
- ベータワイド
- ディトナ
- エスコート
- シータ
- イータ
- ミュー
- イプシロン
- アルファ

250cc以下
- イオタ
- パイ
- ロー
- カッパ
- カッパII

### トライク
ハーレーダビッドソントライク
- ツーリングファミリー
  - インデペンデントサスラウンド
  - インデペンデントサススクエアー
  - ワイド
  - 2000
- ソフテイルファミリー
  - ワイド
- ダイナファミリー
  - ワイド
- スポーツスターファミリー
  - ワイド

ホンダトライク
- GL1500
  - インデペンデントサス
- GL1800
  - インデペンデントサスラウンド

ヤマハトライク
- ドラッグスター1100
  - カバード
  - インデペンデントサスカバード
  - サイクルフェンダー

トライアンフトライク
- ロケットⅢ
  - インデペンデントサス

各種スクータートライク
- フォルツァ
- マジェスティ
- スカイウェイブ650
- シルバーウイング600
- TMAX

### デュアルドライブ
同社が製造しているこのデュアルドライブサイドカー、デュアルドライブトライクは両者とも道路運送車両法上は側車付自動二輪車となるため、税金、保険、諸経費等は二輪となるが、道路交通法上は三輪自動車の扱いとなるため、四輪免許が必要となる。そのためヘルメットの着用義務はない。